# Marin Lupu
Marin Lupu (nume real Marcel Wolfowitz; n. 15 iunie 1901, Crevedia Mare, România – d. 1977) a fost guvernator al Băncii de Stat a Republicii Populare Române în perioada 4 februarie 1956 - 27 martie 1957 și 4 noiembrie 1957 - 23 ianuarie 1959.
A fost profesor universitar și rector al Academiei de studii economice din București.

## Distincții
- titlul de Profesor universitar emerit al Republicii Socialiste România (26 iunie 1969) „în semn de prețuire a personalului didactic pentru activitatea meritorie în domeniul instruirii și educării elevilor și studenților și a contribuției aduse la dezvoltarea învățămîntului și culturii din patria noastră”[4]
- Ordinul Muncii clasa I (1971) „pentru merite deosebite în opera de construire a socialismului, cu prilejul aniversării a 50 de ani de la constituirea Partidului Comunist Român”[5]